# Carex hectori
Carex hectori är en halvgräsart som beskrevs av Donald Petrie. Carex hectori ingår i släktet starrar, och familjen halvgräs. Inga underarter finns listade i Catalogue of Life.